# René Deltgen
René Deltgen, född 30 april 1909 i Esch-sur-Alzette, Luxemburg, död 29 januari 1979 i Köln, Västtyskland, var en luxemburgsk skådespelare, som främst varit verksam i Tyskland. Han filmdebuterade 1935 och medverkade bland annat i många äventyrsfilmer. Deltgen blev kontroversiell i sitt hemland efter andra världskrigets slut då han samarabetat med nazisterna under ockupationen av Luxemburg, genom att bland annat medverka i propagandakampanjer för Tyska riket. Deltgen dömdes därefter för landsförräderi till fängelse, böter och landsförvisning från hemlandet fram till 1952. Skådespelarkarriären kunde han ändå fortsätta och han var verksam fram till sin död 1979.

## Filmografi
- 1939 – Havet brinner
- 1941 – Mein Leben für Irland
- 1942 – Den gudarna älska
- 1949 – Tro
- 1953 – Ingen väg tillbaka
- 1959 – Tigern från Bengalen